# Écumeur
 (janvier 2009).
Si vous disposez d'ouvrages ou d'articles de référence ou si vous connaissez des sites web de qualité traitant du thème abordé ici, merci de compléter l'article en donnant les références utiles à sa vérifiabilité et en les liant à la section « Notes et références ».
Pour l’article homonyme, voir Écumeur des berges.

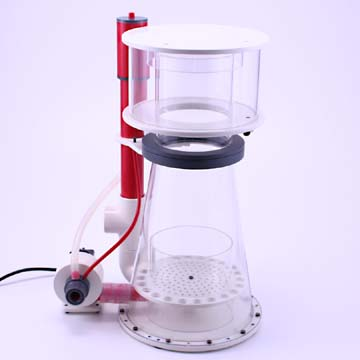
Un écumeur à cône.

Un écumeur est un équipement utilisé en aquariophilie marine et permettant l'épuration de l'eau. C'est devenu l'un des éléments contribuant à la bonne santé d'un aquarium d'eau de mer.

## Utilisation
L'écumeur est en fait un épurateur. Le brassage et l'oxygénation de l'eau qu'il favorise permet d'éliminer de l'aquarium de nombreux polluants telles que des protéines, des acides aminés, des graisses et autres composés oléiques, des phosphates, mais aussi des déchets à plus grosses particules tels que des détritus et fèces d'origine animale ou végétale. L'élimination avant dégradation de ces polluants réduit considérablement la charge du filtre biologique et donc sa consommation d'oxygène.

## Principe
L'écumeur crée la plus grande surface de contact possible entre l'eau de l'aquarium et l'air par la production de milliers de petites bulles dans un petit volume, les surfactants (ou composés tensio-actifs) sont attirés vers ces bulles qui remontent à la surface. Le nombre important de bulles, ainsi que la concentration en composés organiques, finit par former une mousse (écume) d'une teinte pouvant varier du brun au jaune. Cette écume est poussée continuellement vers le haut de la colonne d'écumage et finit par déborder dans le collecteur ,où les bulles éclatent et libèrent le liquide chargé de polluants qu'elles avaient entraînés.